# (34086) 2000 PP5
2000 بي بي 5 (ويعرف أيضًا باسم (34086) 2000 بي بي 5 وفق تسمية الكوكب الصغير) (بالإنجليزية: 2000 PP5)‏ هو كويكب ضمن حزام الكويكبات؛ وترتيبه 34086 من حيث الاكتشاف.
اكتُشف هذا الجُرم الفلكي بواسطة Paul G. Comba ‏ في 5 أغسطس 2000.

## وصلات خارجية
- (34086) 2000 PP5 في قاعدة بيانات مختبر الدفع النفاث لأجرام النظام الشمسي الصغيرة

- الاكتشاف · مخطط المدار ·  العناصر المدارية · المعلمات المادية

- (34086) 2000 PP5 على موقع ويكي سكاي: DSS2, SDSS, GALEX, IRAS, Hydrogen α, X-Ray, Astrophoto, Sky Map, Articles and images